# Operación An-Far
La operación An-Far (en hebreo: מבצע אנ-פאר‎, transliterado: Mivtza An-Far; abreviación de anti-Faruq)  fue una operación militar lanzada por la israelí brigada Givati en la noche del 8 al 9 de julio durante la guerra árabe-israelí de 1948. Sus objetivos eran lograr el control en el sur de Judea, bloquear el avance del ejército egipcio y restablecer la conexión con los asentamientos judíos en el Néguev. La lucha continuó hasta el 15 de julio y fue seguida por la operación Muerte al Invasor.

## Antecedentes
Al final de la primera tregua de las Naciones Unidas el 8 de julio, la mayor parte de la atención y los recursos del ejército israelí se centraron en operaciones Danny y Dekel. En el sur, las brigadas Néguev y Givati no lograron reunirse. Sin embargo, en diez días, la brigada Givati tuvo éxito en «conquistar zonas en el norte del Néguev y en las estribaciones occidentales del distrito de Hebrón».

## La operación

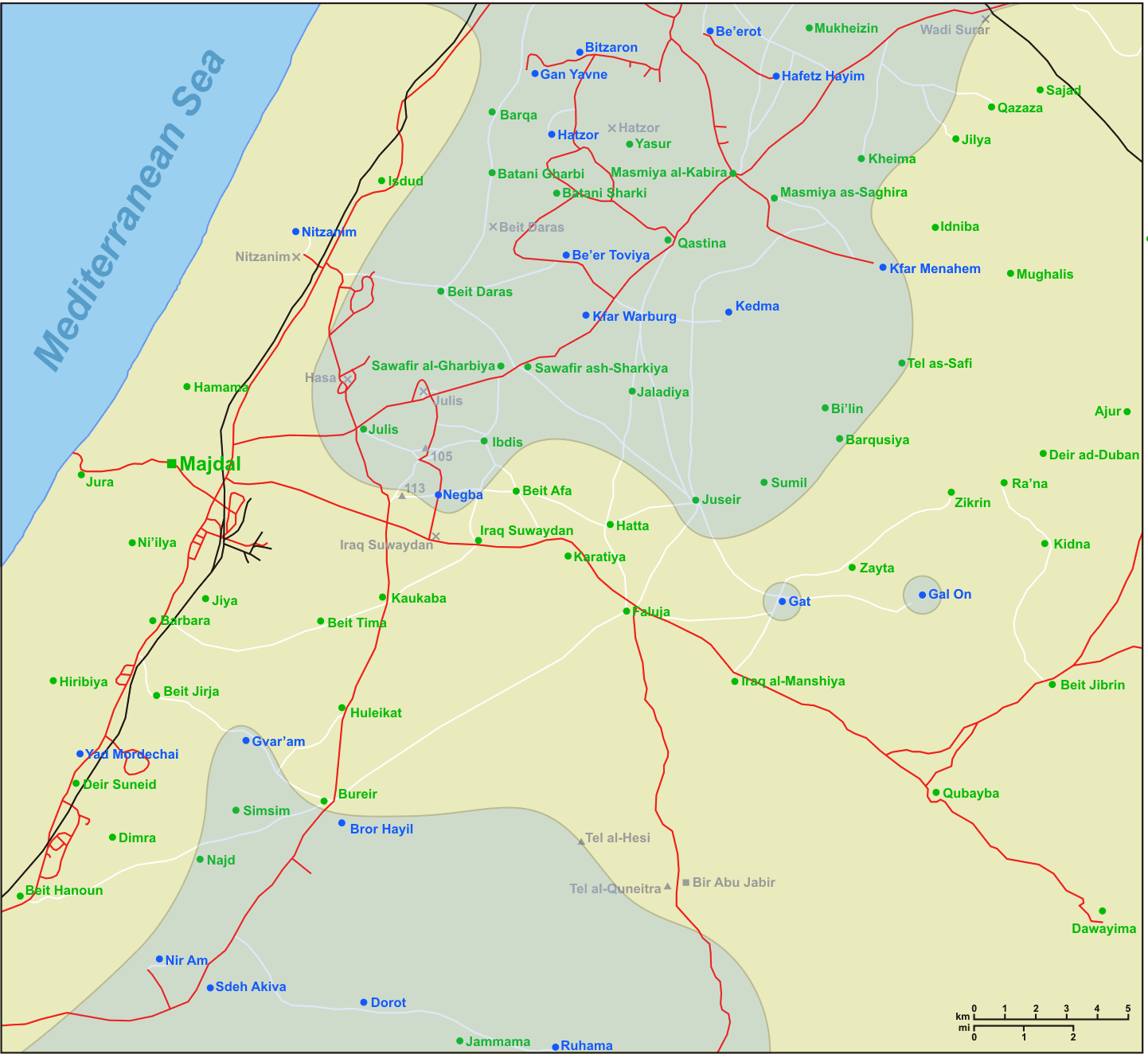
Línea de guerra israelí

El comandante operacional Shimon Avidan celebró reuniones en los cuarteles de la brigada el 5 de julio, en las cuales se esbozaron planes. En la primera fase, el 1º Batallón debía atacar el área de Tell es-Safi. En la segunda fase debía atacar Beit 'Affa, Hatta y Jusayr.
El 7 de julio, el 1º Batallón recibió sus órdenes: «expulsar a los refugiados acampados en la zona, con el fin de evitar la infiltración enemiga desde el este a esta importante posición».
De acuerdo con informes del ejército israelí, la primera fase de la operación, en la que fueron capturadas 16 aldeas, resultó en «más de 20.000 personas» que huyeron de la zona.

## Consecuencias

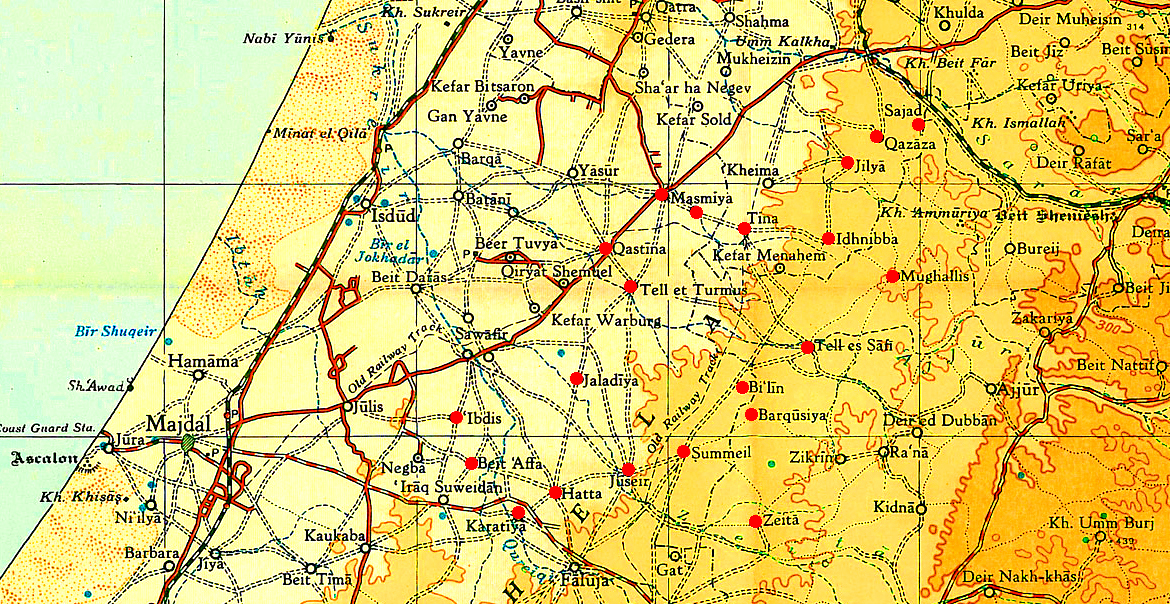
Aldeas capturadas durante la operación An-Far.

Los israelíes lograron alcanzar un éxito limitado en la operación, sobre todo en la liberación de sus flancos, pero no lograron alcanzar el objetivo principal: la vinculación de las fuerzas principales con el desierto del Néguev. El resultado fue el inicio de la operación Muerte al Invasor, a partir del 16 de julio.